# Natacha Gachnang
Natacha Gachnang, née le 27 octobre 1987 à Vevey (Suisse), est une pilote automobile suisse, cousine de Sébastien Buemi. 

## Biographie
Après avoir concouru dans de nombreuses catégories au cours des saisons passées — Formule BMW, Formule Mazda, etc. —, Natacha finit par remporter son premier titre en monoplace lors du championnat d'Espagne de Formule 3 dans la catégorie inférieure (coupe d'Espagne), mais termine également en troisième position au classement général.
Grâce à ses bons résultats, la jeune espoir du sport automobile mondial a décroché un volant pour participer au championnat 2009 de Formule 2. Elle pilote ainsi une monoplace fabriquée par Williams et propulsée par un moteur Audi de 400 ch, mais ne marque que 2 points au cours de la saison.
Après une très belle saison 2013 en ELMS au volant de la Morgan LMP2 Judd du Morand Racing, de sérieux problèmes de santé, probablement une séquelle de son grave accident de 2010, semblent devoir l'écarter définitivement de la compétition automobile.

## Carrière
- 1998 : Championnat de Suisse de karting super-mini (15e)
- 1999 : Championnat de Suisse de karting mini 100 (2e)
- 2000 : Championnat de Suisse de karting junior (3e)
- 2001 : Karting
  - Championnat de Suisse de karting junior (championne)
  - Championnat de France de karting junior (3e)
  - Championnat d'Europe de karting junior (5e)
  - Finale du Master CIK de Bercy (4e)
- 2002 : Formule BMW
  - Qualification Formule BMW ADAC (4e)
- 2002 : Karting
  - CIK-FIA Championnat d'Europe de Karting Quali / Ouest (2e)
  - Finale du CIK-FIA Championnat d'Europe de Karting Junior (10e)
- 2003 : Championnat d'Allemagne de Formule BMW-ADAC
- 2004 : Championnat d'Allemagne de Formule BMW-ADAC
- 2005 : Championnat d'Allemagne de Formule BMW-ADAC (6e - 3 podiums).
- 2006 : Championnat d'Allemagne de Formule 3 (13e- 1 podium - 9 top 10)
- 2007 : Star Mazda Series (15e - 2 podiums en 4 courses)
- 2008 : Championnat d'Espagne de Formule 3 (3e du Championnat d'Espagne - 4 podiums - et 1er de la Coupe d'Espagne)
- 2009 : Formule 2 (23e) - Formule Le Mans (10e)
- 2010 : FIA GT1 Matech Compétition (Ford GT1) Participation aux 24 Heures du Mans. Durant la saison, elle s'aligne dans le championnat Auto GP (ex-Euroseries3000) avec l’écurie Charouz-Gravity Racing.
- 2013 : European Le Mans Series Morand Racing (Morgan Judd LMP2) - 3 podiums dont une seconde place en 5 courses - 7e au championnat pilote - Participation aux 24 Heures du Mans avec la même équipe (11e - 5e en LMP2) .

## Résultats en Formule 2
| Saison | Courses disputées | Pole positions | Victoires | Points inscrits | Classement |
| 2009   | 16                | -              | -         | 2               | 23e        |

## Résultats aux 24 Heures du Mans
| Année | Voiture          | Équipe             | Équipiers                         | Résultat |
| ----- | ---------------- | ------------------ | --------------------------------- | -------- |
| 2010  | Ford GT          | Matech Competition | Cyndie Allemann / Rahel Frey      | Abandon  |
| 2013  | Morgan LMP2-Judd | Morand Racing      | Franck Mailleux / Olivier Lombard | 11e      |